# Стецкий, Тадеуш Ежи
Таде́уш Е́жи Сте́цкий (пол. Tadeusz Jerzy Stecki) герба Радван (1838, Городец — 2 (14) августа 1888, Большая Медведевка) — волынский краевед и писатель. Участник Январского восстания. Писал на польском языке.

## Биография
Родился в семье Томаша Стецкого и Анели Озеровивны в доме крестной матери своей Эльжбеты Урбановськой в Городце, где позже ещё раз находился с родными. Вероятно, впервые тяга к знаниям пробудила в Тадеуша Ежи городецкая библиотека, в которой в своё время работал с человеком по имени Юзеф Игнаций Крашевский, женатый на сестре брата владелицы дома, Софии Вороничивни. Уже во время учёбы в Житомирской гимназии Тадеуш Ежи отличался незаурядными способностями. В 1857 году окончил Киевский университет. По возвращении в отчий дом познакомился с приятелем отца Спиридоном Осташевский с Авратин. Юный Тадеуш Ежи сразу подпал под влияние старшего товарища, который зажег его к работе. Уже в 1864 году в Киеве появился в свет первый из завещанных одиннадцати томов о Волынь, посвящён прежде городу Заславу и Заславскому уезду.
Участник январского восстания в ранге офицера полка Эдмунда Ружицкого. Участвовал в сражениях под Ничпаламы, Мирополь, Миньковцы (дважды), Славутой, Салиха. После поражения восстания вынужден был эмигрировать. В 1865 году сумм за Отечеством и сожаление близкими людьми, для которых был единственной опорой, склонили Тадеуша Ежи до подачи в Берлин и лично царю Александру II в просьбе о разрешении вернуться в родные пенаты. В конце того же года он всё-таки вернулся, правда не надолго. В 1866 году отбыл в ссылку в Оренбург на Урале. Однако не сам, а с любимой Марией Немежицькою, которая решила разделить с Тадеушем Ежи судьбу изгнанника. Интересным образцом быт Тадеуша Ежи тех лет изображают «Письма с берегов Урала и Киргизкайзацьких степей», напечатанные в журналах «Przegląd Tygodniowy» и «Kłosy» в 1868 году.
Через несколько лет получив амнистию, возвращается с женой на Волынь и оседает в Приветове, где снова берется за перо. Вскоре на полках магазинов появляются второй том о Волыни, монография о Луцке, которую печатали также в краковском журнале «Czas», повести «Старый двор» и «В степи», напечатные с иллюстрациями в «Tygodnik Ilustrowany» в 1871 году, много мелких исторических трудов, опубликованных в различных журналах. В последние годы жизни, находясь в затруднительном материальном положении и похоронив младшего сына Ежи, он продолжает работать и печататься в краковском журнале «Przegląd powszechny». Издание последней своей работе «Z boru i stepu. Obrazy i pamiatki» Тадеуш Ежи уже не увидел. 2 (14) августа 1888 года в отчем доме в Великой Медведевке на Волыни в возрасте 50 лет умер, оставив жену и 19-летнего сына Витольда.

## Труды
- Wołyń pod względem statystycznym, historycznym и archeologicznym. T.1. Lwów, 1864. T. 2. Lwów, 1871.
- Stary dwór. 1869.
- Łuck starożytny i dziesiejszy. Monografia historyczna. Kraków, 1876.
- Miasto Równe. Kartka z kroniki Wołynia. Warszawa, 1880.
- Steccy Olechnowicze herbu Radwan. Poznań, 1888.
- Z dziejów wołyńskiego Gródka. — Kraków: 1888. — 25 s
- Miasteczko Lachowce i uczony [JA] Jablonowski. — Kłosy, 1872, № 368, s. 45 — 47, № 369, s. 55 — 59.
- Z boru i stepu. Obrazy i pamiatki. Kraków, 1888.